# Lista di asteroidi (352001-353000)
Di seguito una lista di asteroidi dal numero 352001 al 353000 con data di scoperta e scopritore.

## 352001-352100
| Nome           | Designazione provvisoria | Data di scoperta  | Scopritore        |
| -------------- | ------------------------ | ----------------- | ----------------- |
| 352001 -       | 2006 UG221               | 17 ottobre 2006   | CSS               |
| 352002 -       | 2006 UH227               | 20 ottobre 2006   | NEAT              |
| 352003 -       | 2006 UA253               | 27 ottobre 2006   | Mt. Lemmon Survey |
| 352004 -       | 2006 UG253               | 27 ottobre 2006   | Mt. Lemmon Survey |
| 352005 -       | 2006 UE274               | 27 ottobre 2006   | Spacewatch        |
| 352006 -       | 2006 UK287               | 29 ottobre 2006   | Spacewatch        |
| 352007 -       | 2006 UZ289               | 2 ottobre 2006    | Mt. Lemmon Survey |
| 352008 -       | 2006 UK329               | 23 ottobre 2006   | CSS               |
| 352009 -       | 2006 UN332               | 21 ottobre 2006   | Becker, A. C.     |
| 352010 -       | 2006 UR334               | 20 ottobre 2006   | Spacewatch        |
| 352011 -       | 2006 UG335               | 16 ottobre 2006   | Spacewatch        |
| 352012 -       | 2006 UM346               | 22 ottobre 2006   | Spacewatch        |
| 352013 -       | 2006 UT360               | 27 ottobre 2006   | CSS               |
| 352014 -       | 2006 VC5                 | 10 novembre 2006  | Spacewatch        |
| 352015 -       | 2006 VP7                 | 10 novembre 2006  | Spacewatch        |
| 352016 -       | 2006 VB8                 | 10 novembre 2006  | Spacewatch        |
| 352017 Juvarra | 2006 VR13                | 12 novembre 2006  | Casulli, V. S.    |
| 352018 -       | 2006 VW15                | 9 novembre 2006   | Spacewatch        |
| 352019 -       | 2006 VA17                | 9 novembre 2006   | Spacewatch        |
| 352020 -       | 2006 VS17                | 9 novembre 2006   | Spacewatch        |
| 352021 -       | 2006 VC22                | 10 novembre 2006  | Spacewatch        |
| 352022 -       | 2006 VP24                | 10 novembre 2006  | Spacewatch        |
| 352023 -       | 2006 VP27                | 27 settembre 2006 | Mt. Lemmon Survey |
| 352024 -       | 2006 VB30                | 10 novembre 2006  | Spacewatch        |
| 352025 -       | 2006 VJ36                | 11 novembre 2006  | CSS               |
| 352026 -       | 2006 VM45                | 12 ottobre 2006   | Spacewatch        |
| 352027 -       | 2006 VS54                | 11 novembre 2006  | Spacewatch        |
| 352028 -       | 2006 VE56                | 11 novembre 2006  | Spacewatch        |
| 352029 -       | 2006 VR58                | 11 novembre 2006  | Spacewatch        |
| 352030 -       | 2006 VR59                | 22 ottobre 2006   | Mt. Lemmon Survey |
| 352031 -       | 2006 VX67                | 11 novembre 2006  | Spacewatch        |
| 352032 -       | 2006 VA68                | 28 settembre 2006 | Mt. Lemmon Survey |
| 352033 -       | 2006 VK73                | 11 novembre 2006  | Spacewatch        |
| 352034 -       | 2006 VN73                | 11 novembre 2006  | Mt. Lemmon Survey |
| 352035 -       | 2006 VV80                | 12 novembre 2006  | Mt. Lemmon Survey |
| 352036 -       | 2006 VT83                | 13 novembre 2006  | Spacewatch        |
| 352037 -       | 2006 VU84                | 13 novembre 2006  | Mt. Lemmon Survey |
| 352038 -       | 2006 VK86                | 14 novembre 2006  | LINEAR            |
| 352039 -       | 2006 VH87                | 14 novembre 2006  | CSS               |
| 352040 -       | 2006 VY89                | 14 novembre 2006  | Spacewatch        |
| 352041 -       | 2006 VU97                | 23 ottobre 2006   | Spacewatch        |
| 352042 -       | 2006 VV104               | 31 ottobre 2006   | Spacewatch        |
| 352043 -       | 2006 VT107               | 13 novembre 2006  | Spacewatch        |
| 352044 -       | 2006 VX107               | 13 novembre 2006  | Spacewatch        |
| 352045 -       | 2006 VD109               | 13 novembre 2006  | Spacewatch        |
| 352046 -       | 2006 VA112               | 13 novembre 2006  | NEAT              |
| 352047 -       | 2006 VO129               | 15 novembre 2006  | LINEAR            |
| 352048 -       | 2006 VR142               | 14 novembre 2006  | LINEAR            |
| 352049 -       | 2006 VX145               | 18 settembre 2006 | CSS               |
| 352050 -       | 2006 VH146               | 15 novembre 2006  | CSS               |
| 352051 -       | 2006 VN152               | 9 novembre 2006   | NEAT              |
| 352052 -       | 2006 VB154               | 4 ottobre 2006    | Mt. Lemmon Survey |
| 352053 -       | 2006 VO155               | 19 ottobre 2006   | CSS               |
| 352054 -       | 2006 VT155               | 15 novembre 2006  | CSS               |
| 352055 -       | 2006 VR173               | 14 novembre 2006  | Spacewatch        |
| 352056 -       | 2006 VX173               | 2 novembre 2006   | Mt. Lemmon Survey |
| 352057 -       | 2006 WW33                | 16 novembre 2006  | Spacewatch        |
| 352058 -       | 2006 WG36                | 16 novembre 2006  | Spacewatch        |
| 352059 -       | 2006 WW36                | 16 novembre 2006  | Spacewatch        |
| 352060 -       | 2006 WF50                | 16 novembre 2006  | Mt. Lemmon Survey |
| 352061 -       | 2006 WV50                | 16 novembre 2006  | Spacewatch        |
| 352062 -       | 2006 WA57                | 16 novembre 2006  | Spacewatch        |
| 352063 -       | 2006 WU58                | 17 novembre 2006  | Spacewatch        |
| 352064 -       | 2006 WM72                | 18 novembre 2006  | Spacewatch        |
| 352065 -       | 2006 WL73                | 18 novembre 2006  | Spacewatch        |
| 352066 -       | 2006 WM73                | 18 novembre 2006  | Spacewatch        |
| 352067 -       | 2006 WG85                | 18 novembre 2006  | Spacewatch        |
| 352068 -       | 2006 WL94                | 19 novembre 2006  | Spacewatch        |
| 352069 -       | 2006 WY107               | 29 ottobre 2006   | Mt. Lemmon Survey |
| 352070 -       | 2006 WH108               | 19 novembre 2006  | LINEAR            |
| 352071 -       | 2006 WC111               | 11 novembre 2006  | Spacewatch        |
| 352072 -       | 2006 WQ111               | 19 novembre 2006  | Spacewatch        |
| 352073 -       | 2006 WW113               | 20 novembre 2006  | CSS               |
| 352074 -       | 2006 WB116               | 20 novembre 2006  | LINEAR            |
| 352075 -       | 2006 WM128               | 26 novembre 2006  | Yeung, W. K. Y.   |
| 352076 -       | 2006 WN130               | 26 novembre 2006  | Dixon, D. S.      |
| 352077 -       | 2006 WU132               | 27 ottobre 2006   | Mt. Lemmon Survey |
| 352078 -       | 2006 WC149               | 16 novembre 2006  | Spacewatch        |
| 352079 -       | 2006 WM151               | 21 novembre 2006  | Mt. Lemmon Survey |
| 352080 -       | 2006 WN174               | 11 novembre 2006  | Spacewatch        |
| 352081 -       | 2006 WT187               | 24 novembre 2006  | Spacewatch        |
| 352082 -       | 2006 WG188               | 24 novembre 2006  | Spacewatch        |
| 352083 -       | 2006 WB193               | 27 novembre 2006  | Spacewatch        |
| 352084 -       | 2006 WH193               | 27 novembre 2006  | Spacewatch        |
| 352085 -       | 2006 WZ199               | 16 novembre 2006  | Spacewatch        |
| 352086 -       | 2006 XW6                 | 9 dicembre 2006   | Spacewatch        |
| 352087 -       | 2006 XY8                 | 9 dicembre 2006   | Spacewatch        |
| 352088 -       | 2006 XD11                | 10 dicembre 2006  | Spacewatch        |
| 352089 -       | 2006 XZ22                | 12 dicembre 2006  | Spacewatch        |
| 352090 -       | 2006 XU23                | 7 agosto 2005     | Dellinger, J.     |
| 352091 -       | 2006 XC31                | 12 dicembre 2006  | Kocher, P.        |
| 352092 -       | 2006 XC56                | 13 dicembre 2006  | Mt. Lemmon Survey |
| 352093 -       | 2006 XW63                | 9 dicembre 2006   | Spacewatch        |
| 352094 -       | 2006 XM71                | 13 dicembre 2006  | CSS               |
| 352095 -       | 2006 XR71                | 13 dicembre 2006  | Spacewatch        |
| 352096 -       | 2006 YP10                | 21 dicembre 2006  | Mt. Lemmon Survey |
| 352097 -       | 2006 YN26                | 21 dicembre 2006  | Spacewatch        |
| 352098 -       | 2006 YD40                | 22 dicembre 2006  | Spacewatch        |
| 352099 -       | 2006 YP45                | 21 dicembre 2006  | Mt. Lemmon Survey |
| 352100 -       | 2006 YM53                | 24 dicembre 2006  | Spacewatch        |

## 352101-352200
| Nome                | Designazione provvisoria | Data di scoperta  | Scopritore                        |
| ------------------- | ------------------------ | ----------------- | --------------------------------- |
| 352101 -            | 2007 AE6                 | 8 gennaio 2007    | Mt. Lemmon Survey                 |
| 352102 -            | 2007 AG12                | 13 gennaio 2007   | Balam, D. D.                      |
| 352103 -            | 2007 AN20                | 10 gennaio 2007   | CSS                               |
| 352104 -            | 2007 BA5                 | 17 gennaio 2007   | Spacewatch                        |
| 352105 -            | 2007 BS9                 | 17 gennaio 2007   | NEAT                              |
| 352106 -            | 2007 BB17                | 17 gennaio 2007   | Mt. Lemmon Survey                 |
| 352107 -            | 2007 BF20                | 23 gennaio 2007   | LINEAR                            |
| 352108 -            | 2007 BX55                | 24 gennaio 2007   | LINEAR                            |
| 352109 -            | 2007 BD59                | 21 dicembre 2006  | Spacewatch                        |
| 352110 -            | 2007 CM22                | 6 febbraio 2007   | Mt. Lemmon Survey                 |
| 352111 -            | 2007 CS55                | 13 febbraio 2007  | Mt. Lemmon Survey                 |
| 352112 -            | 2007 CO59                | 10 febbraio 2007  | CSS                               |
| 352113 -            | 2007 CU59                | 15 gennaio 2007   | LONEOS                            |
| 352114 -            | 2007 CG65                | 13 febbraio 2007  | Mt. Lemmon Survey                 |
| 352115 -            | 2007 DD32                | 17 febbraio 2007  | Spacewatch                        |
| 352116 -            | 2007 DU98                | 25 febbraio 2007  | Mt. Lemmon Survey                 |
| 352117 -            | 2007 EB39                | 12 marzo 2007     | Spacewatch                        |
| 352118 -            | 2007 EK56                | 12 marzo 2007     | Mt. Lemmon Survey                 |
| 352119 -            | 2007 EO139               | 12 marzo 2007     | Spacewatch                        |
| 352120 -            | 2007 EO141               | 12 marzo 2007     | Spacewatch                        |
| 352121 -            | 2007 EP182               | 26 febbraio 2007  | Mt. Lemmon Survey                 |
| 352122 -            | 2007 EU190               | 13 marzo 2007     | CSS                               |
| 352123 -            | 2007 EZ198               | 10 marzo 2007     | CSS                               |
| 352124 -            | 2007 EZ214               | 13 marzo 2007     | Spacewatch                        |
| 352125 -            | 2007 EJ223               | 11 marzo 2007     | Spacewatch                        |
| 352126 -            | 2007 FJ46                | 26 marzo 2007     | Mt. Lemmon Survey                 |
| 352127 -            | 2007 FO49                | 25 marzo 2007     | Mt. Lemmon Survey                 |
| 352128 -            | 2007 GZ40                | 14 aprile 2007    | Spacewatch                        |
| 352129 -            | 2007 GO62                | 7 dicembre 2005   | Spacewatch                        |
| 352130 -            | 2007 GY65                | 11 marzo 2007     | Mt. Lemmon Survey                 |
| 352131 -            | 2007 GU73                | 15 aprile 2007    | CSS                               |
| 352132 -            | 2007 HF23                | 18 aprile 2007    | Spacewatch                        |
| 352133 -            | 2007 HH55                | 22 aprile 2007    | Spacewatch                        |
| 352134 -            | 2007 HJ61                | 20 aprile 2007    | Spacewatch                        |
| 352135 -            | 2007 HX68                | 23 aprile 2007    | Spacewatch                        |
| 352136 -            | 2007 HW77                | 23 aprile 2007    | Mt. Lemmon Survey                 |
| 352137 -            | 2007 HQ97                | 22 aprile 2007    | CSS                               |
| 352138 -            | 2007 JN8                 | 9 maggio 2007     | Mt. Lemmon Survey                 |
| 352139 -            | 2007 JL26                | 9 maggio 2007     | Spacewatch                        |
| 352140 -            | 2007 JV38                | 13 maggio 2007    | Mt. Lemmon Survey                 |
| 352141 -            | 2007 JB45                | 11 maggio 2007    | Mt. Lemmon Survey                 |
| 352142 -            | 2007 LB18                | 13 giugno 2007    | Spacewatch                        |
| 352143 -            | 2007 LR32                | 15 giugno 2007    | LINEAR                            |
| 352144 -            | 2007 MU12                | 21 giugno 2007    | Mt. Lemmon Survey                 |
| 352145 -            | 2007 MC17                | 21 giugno 2007    | Mt. Lemmon Survey                 |
| 352146 -            | 2007 MH27                | 23 giugno 2007    | Siding Spring Survey              |
| 352147 -            | 2007 OD5                 | 23 luglio 2007    | Hoenig, S. F., Teamo, N.          |
| 352148 Tarcisiozani | 2007 PH                  | 4 agosto 2007     | Micheli, M., Pizzetti, G. P.      |
| 352149 -            | 2007 PU7                 | 7 agosto 2007     | Broughton, J.                     |
| 352150 -            | 2007 PA10                | 8 agosto 2007     | LINEAR                            |
| 352151 -            | 2007 PC10                | 8 agosto 2007     | LINEAR                            |
| 352152 -            | 2007 PZ22                | 11 agosto 2007    | LINEAR                            |
| 352153 -            | 2007 PM24                | 12 agosto 2007    | LINEAR                            |
| 352154 -            | 2007 PV45                | 9 agosto 2007     | Spacewatch                        |
| 352155 -            | 2007 PP47                | 10 agosto 2007    | Spacewatch                        |
| 352156 -            | 2007 PE48                | 11 agosto 2007    | Siding Spring Survey              |
| 352157 -            | 2007 PB50                | 10 agosto 2007    | Spacewatch                        |
| 352158 -            | 2007 QN                  | 1º ottobre 2003   | LONEOS                            |
| 352159 -            | 2007 QS11                | 23 agosto 2007    | Spacewatch                        |
| 352160 -            | 2007 RE                  | 1º settembre 2007 | Sarneczky, K., Kiss, L.           |
| 352161 -            | 2007 RJ7                 | 6 settembre 2007  | Chante-Perdrix                    |
| 352162 -            | 2007 RV15                | 12 settembre 2007 | Schwab, E., Kling, R.             |
| 352163 -            | 2007 RO19                | 5 settembre 2007  | LUSS                              |
| 352164 -            | 2007 RE24                | 3 settembre 2007  | CSS                               |
| 352165 -            | 2007 RL24                | 3 settembre 2007  | CSS                               |
| 352166 -            | 2007 RM29                | 4 settembre 2007  | CSS                               |
| 352167 -            | 2007 RN39                | 8 settembre 2007  | Andrushivka                       |
| 352168 -            | 2007 RB41                | 9 agosto 2007     | LINEAR                            |
| 352169 -            | 2007 RE53                | 9 settembre 2007  | Spacewatch                        |
| 352170 -            | 2007 RZ66                | 10 settembre 2007 | Mt. Lemmon Survey                 |
| 352171 -            | 2007 RP75                | 10 settembre 2007 | Mt. Lemmon Survey                 |
| 352172 -            | 2007 RQ78                | 10 settembre 2007 | Mt. Lemmon Survey                 |
| 352173 -            | 2007 RF81                | 10 settembre 2007 | CSS                               |
| 352174 -            | 2007 RH90                | 10 settembre 2007 | Mt. Lemmon Survey                 |
| 352175 -            | 2007 RT93                | 10 settembre 2007 | Spacewatch                        |
| 352176 -            | 2007 RM114               | 11 settembre 2007 | Spacewatch                        |
| 352177 -            | 2007 RM118               | 11 settembre 2007 | Mt. Lemmon Survey                 |
| 352178 -            | 2007 RN125               | 12 settembre 2007 | Spacewatch                        |
| 352179 -            | 2007 RP138               | 15 settembre 2007 | Astronomical Research Observatory |
| 352180 -            | 2007 RD143               | 5 settembre 2007  | CSS                               |
| 352181 -            | 2007 RL147               | 11 settembre 2007 | PMO NEO Survey Program            |
| 352182 -            | 2007 RM165               | 10 settembre 2007 | Spacewatch                        |
| 352183 -            | 2007 RM173               | 10 settembre 2007 | Spacewatch                        |
| 352184 -            | 2007 RZ184               | 13 settembre 2007 | Mt. Lemmon Survey                 |
| 352185 -            | 2007 RW189               | 10 settembre 2007 | Spacewatch                        |
| 352186 -            | 2007 RN204               | 9 settembre 2007  | Spacewatch                        |
| 352187 -            | 2007 RU207               | 10 settembre 2007 | Spacewatch                        |
| 352188 -            | 2007 RF213               | 12 settembre 2007 | Mt. Lemmon Survey                 |
| 352189 -            | 2007 RK221               | 14 settembre 2007 | CSS                               |
| 352190 -            | 2007 RP227               | 10 settembre 2007 | Mt. Lemmon Survey                 |
| 352191 -            | 2007 RS230               | 11 settembre 2007 | Spacewatch                        |
| 352192 -            | 2007 RD233               | 12 settembre 2007 | CSS                               |
| 352193 -            | 2007 RM243               | 15 settembre 2007 | LINEAR                            |
| 352194 -            | 2007 RX246               | 12 settembre 2007 | Mt. Lemmon Survey                 |
| 352195 -            | 2007 RQ249               | 13 settembre 2007 | CSS                               |
| 352196 -            | 2007 RS272               | 15 settembre 2007 | Spacewatch                        |
| 352197 -            | 2007 RF277               | 5 settembre 2007  | CSS                               |
| 352198 -            | 2007 RT283               | 3 settembre 2007  | CSS                               |
| 352199 -            | 2007 RF284               | 10 settembre 2007 | Spacewatch                        |
| 352200 -            | 2007 RZ284               | 12 settembre 2007 | Mt. Lemmon Survey                 |

## 352201-352300
| Nome            | Designazione provvisoria | Data di scoperta  | Scopritore                        |
| --------------- | ------------------------ | ----------------- | --------------------------------- |
| 352201 -        | 2007 RA288               | 10 settembre 2007 | Spacewatch                        |
| 352202 -        | 2007 RY289               | 14 settembre 2007 | Mt. Lemmon Survey                 |
| 352203 -        | 2007 RF291               | 15 settembre 2007 | Mt. Lemmon Survey                 |
| 352204 -        | 2007 RR295               | 14 settembre 2007 | Mt. Lemmon Survey                 |
| 352205 -        | 2007 RH311               | 9 settembre 2007  | LONEOS                            |
| 352206 -        | 2007 RV312               | 15 settembre 2007 | LONEOS                            |
| 352207 -        | 2007 RZ315               | 13 settembre 2007 | CSS                               |
| 352208 -        | 2007 SV10                | 21 settembre 2007 | Remanzacco                        |
| 352209 -        | 2007 SH11                | 20 settembre 2007 | CSS                               |
| 352210 -        | 2007 SB12                | 22 settembre 2007 | Crni Vrh                          |
| 352211 -        | 2007 SZ12                | 19 settembre 2007 | Spacewatch                        |
| 352212 -        | 2007 SE22                | 24 settembre 2007 | Spacewatch                        |
| 352213 -        | 2007 TW2                 | 3 ottobre 2007    | Yeung, W. K. Y.                   |
| 352214 Szczecin | 2007 TY4                 | 2 ottobre 2007    | Astronomical Research Observatory |
| 352215 -        | 2007 TN18                | 4 ottobre 2007    | Tucker, R. A.                     |
| 352216 -        | 2007 TJ20                | 5 ottobre 2007    | Spacewatch                        |
| 352217 -        | 2007 TJ24                | 9 ottobre 2007    | Mt. Lemmon Survey                 |
| 352218 -        | 2007 TP30                | 4 ottobre 2007    | Spacewatch                        |
| 352219 -        | 2007 TZ31                | 5 ottobre 2007    | Siding Spring Survey              |
| 352220 -        | 2007 TB33                | 6 ottobre 2007    | Spacewatch                        |
| 352221 -        | 2007 TC34                | 6 ottobre 2007    | Spacewatch                        |
| 352222 -        | 2007 TQ35                | 7 ottobre 2007    | CSS                               |
| 352223 -        | 2007 TD56                | 4 ottobre 2007    | Spacewatch                        |
| 352224 -        | 2007 TZ63                | 7 ottobre 2007    | Mt. Lemmon Survey                 |
| 352225 -        | 2007 TB65                | 7 ottobre 2007    | Mt. Lemmon Survey                 |
| 352226 -        | 2007 TT65                | 14 settembre 2007 | Mt. Lemmon Survey                 |
| 352227 -        | 2007 TV66                | 12 ottobre 2007   | Yeung, W. K. Y.                   |
| 352228 -        | 2007 TF67                | 3 ottobre 2007    | PMO NEO Survey Program            |
| 352229 -        | 2007 TD70                | 10 ottobre 2007   | Mt. Lemmon Survey                 |
| 352230 -        | 2007 TD73                | 14 ottobre 2007   | Ries, W.                          |
| 352231 -        | 2007 TL78                | 5 ottobre 2007    | Spacewatch                        |
| 352232 -        | 2007 TJ79                | 5 ottobre 2007    | Spacewatch                        |
| 352233 -        | 2007 TP82                | 8 ottobre 2007    | Mt. Lemmon Survey                 |
| 352234 -        | 2007 TR82                | 8 ottobre 2007    | Mt. Lemmon Survey                 |
| 352235 -        | 2007 TW107               | 4 ottobre 2007    | CSS                               |
| 352236 -        | 2007 TO111               | 8 ottobre 2007    | CSS                               |
| 352237 -        | 2007 TY125               | 6 ottobre 2007    | Spacewatch                        |
| 352238 -        | 2007 TB132               | 7 ottobre 2007    | Mt. Lemmon Survey                 |
| 352239 -        | 2007 TV134               | 8 ottobre 2007    | Spacewatch                        |
| 352240 -        | 2007 TZ136               | 8 ottobre 2007    | CSS                               |
| 352241 -        | 2007 TS137               | 8 ottobre 2007    | CSS                               |
| 352242 -        | 2007 TG139               | 9 ottobre 2007    | Spacewatch                        |
| 352243 -        | 2007 TW142               | 14 ottobre 2007   | Chante-Perdrix                    |
| 352244 -        | 2007 TO143               | 6 ottobre 2007    | LINEAR                            |
| 352245 -        | 2007 TO150               | 9 ottobre 2007    | LINEAR                            |
| 352246 -        | 2007 TB161               | 9 ottobre 2007    | Chante-Perdrix                    |
| 352247 -        | 2007 TQ162               | 11 ottobre 2007   | LINEAR                            |
| 352248 -        | 2007 TJ163               | 11 ottobre 2007   | LINEAR                            |
| 352249 -        | 2007 TC165               | 11 ottobre 2007   | LINEAR                            |
| 352250 -        | 2007 TC168               | 12 ottobre 2007   | LINEAR                            |
| 352251 -        | 2007 TV169               | 12 ottobre 2007   | LINEAR                            |
| 352252 -        | 2007 TF172               | 13 ottobre 2007   | LINEAR                            |
| 352253 -        | 2007 TB174               | 4 ottobre 2007    | Spacewatch                        |
| 352254 -        | 2007 TJ178               | 10 settembre 2007 | CSS                               |
| 352255 -        | 2007 TZ180               | 8 ottobre 2007    | LONEOS                            |
| 352256 -        | 2007 TS186               | 13 ottobre 2007   | LINEAR                            |
| 352257 -        | 2007 TQ188               | 4 ottobre 2007    | Mt. Lemmon Survey                 |
| 352258 -        | 2007 TF195               | 7 ottobre 2007    | Mt. Lemmon Survey                 |
| 352259 -        | 2007 TG201               | 8 ottobre 2007    | Spacewatch                        |
| 352260 -        | 2007 TR209               | 11 ottobre 2007   | Mt. Lemmon Survey                 |
| 352261 -        | 2007 TY213               | 7 ottobre 2007    | Spacewatch                        |
| 352262 -        | 2007 TU214               | 7 ottobre 2007    | Spacewatch                        |
| 352263 -        | 2007 TT215               | 7 ottobre 2007    | Spacewatch                        |
| 352264 -        | 2007 TG222               | 9 ottobre 2007    | Spacewatch                        |
| 352265 -        | 2007 TJ247               | 9 ottobre 2007    | PMO NEO Survey Program            |
| 352266 -        | 2007 TM250               | 11 ottobre 2007   | Mt. Lemmon Survey                 |
| 352267 -        | 2007 TM266               | 7 ottobre 2007    | CSS                               |
| 352268 -        | 2007 TB269               | 9 ottobre 2007    | Spacewatch                        |
| 352269 -        | 2007 TD270               | 13 settembre 2002 | NEAT                              |
| 352270 -        | 2007 TX278               | 11 ottobre 2007   | Mt. Lemmon Survey                 |
| 352271 -        | 2007 TC284               | 9 ottobre 2007    | Mt. Lemmon Survey                 |
| 352272 -        | 2007 TQ285               | 9 ottobre 2007    | Mt. Lemmon Survey                 |
| 352273 Turrell  | 2007 TF298               | 11 ottobre 2007   | Wasserman, L. H.                  |
| 352274 -        | 2007 TZ306               | 8 ottobre 2007    | Mt. Lemmon Survey                 |
| 352275 -        | 2007 TV310               | 11 ottobre 2007   | Spacewatch                        |
| 352276 -        | 2007 TQ322               | 11 ottobre 2007   | Spacewatch                        |
| 352277 -        | 2007 TZ337               | 13 ottobre 2007   | CSS                               |
| 352278 -        | 2007 TZ350               | 14 ottobre 2007   | Mt. Lemmon Survey                 |
| 352279 -        | 2007 TS353               | 9 ottobre 2007    | Spacewatch                        |
| 352280 -        | 2007 TT371               | 18 ottobre 2003   | Spacewatch                        |
| 352281 -        | 2007 TO372               | 13 ottobre 2007   | LONEOS                            |
| 352282 -        | 2007 TR372               | 13 ottobre 2007   | Ries, W.                          |
| 352283 -        | 2007 TN377               | 11 ottobre 2007   | Spacewatch                        |
| 352284 -        | 2007 TX378               | 13 ottobre 2007   | CSS                               |
| 352285 -        | 2007 TQ388               | 13 ottobre 2007   | CSS                               |
| 352286 -        | 2007 TR392               | 15 ottobre 2007   | Mt. Lemmon Survey                 |
| 352287 -        | 2007 TM396               | 15 ottobre 2007   | Spacewatch                        |
| 352288 -        | 2007 TS399               | 15 ottobre 2007   | Spacewatch                        |
| 352289 -        | 2007 TU411               | 12 settembre 2007 | CSS                               |
| 352290 -        | 2007 TY413               | 12 febbraio 2004  | Spacewatch                        |
| 352291 -        | 2007 TZ413               | 15 gennaio 2004   | Spacewatch                        |
| 352292 -        | 2007 TG419               | 10 ottobre 2007   | LUSS                              |
| 352293 -        | 2007 TR419               | 2 ottobre 2007    | Siding Spring Survey              |
| 352294 -        | 2007 TG421               | 11 ottobre 2007   | CSS                               |
| 352295 -        | 2007 TG426               | 9 ottobre 2007    | Mt. Lemmon Survey                 |
| 352296 -        | 2007 TW426               | 9 ottobre 2007    | Mt. Lemmon Survey                 |
| 352297 -        | 2007 TW429               | 13 ottobre 2007   | Mt. Lemmon Survey                 |
| 352298 -        | 2007 TT434               | 11 ottobre 2007   | CSS                               |
| 352299 -        | 2007 TB441               | 10 ottobre 2007   | CSS                               |
| 352300 -        | 2007 TO442               | 8 ottobre 2007    | LONEOS                            |

## 352301-352400
| Nome                  | Designazione provvisoria | Data di scoperta | Scopritore        |
| --------------------- | ------------------------ | ---------------- | ----------------- |
| 352301 -              | 2007 TV444               | 15 dicembre 1999 | Spacewatch        |
| 352302 -              | 2007 TO448               | 8 ottobre 2007   | CSS               |
| 352303 -              | 2007 TF453               | 15 ottobre 2007  | Mt. Lemmon Survey |
| 352304 -              | 2007 UT5                 | 18 ottobre 2007  | Healy, D.         |
| 352305 -              | 2007 UF8                 | 16 ottobre 2007  | CSS               |
| 352306 -              | 2007 UB15                | 18 ottobre 2007  | Mt. Lemmon Survey |
| 352307 -              | 2007 UT25                | 16 ottobre 2007  | Spacewatch        |
| 352308 -              | 2007 UE36                | 19 ottobre 2007  | CSS               |
| 352309 -              | 2007 UZ46                | 20 ottobre 2007  | CSS               |
| 352310 -              | 2007 UM47                | 19 ottobre 2007  | CSS               |
| 352311 -              | 2007 UP59                | 30 ottobre 2007  | Mt. Lemmon Survey |
| 352312 -              | 2007 UE62                | 30 ottobre 2007  | Mt. Lemmon Survey |
| 352313 -              | 2007 UP74                | 31 ottobre 2007  | Mt. Lemmon Survey |
| 352314 -              | 2007 UR79                | 19 ottobre 2007  | Spacewatch        |
| 352315 -              | 2007 UF81                | 30 ottobre 2007  | Spacewatch        |
| 352316 -              | 2007 US82                | 30 ottobre 2007  | Spacewatch        |
| 352317 -              | 2007 UE86                | 30 ottobre 2007  | Spacewatch        |
| 352318 -              | 2007 UM91                | 30 ottobre 2007  | Mt. Lemmon Survey |
| 352319 -              | 2007 UZ103               | 20 ottobre 2007  | Mt. Lemmon Survey |
| 352320 -              | 2007 UN106               | 31 ottobre 2007  | Mt. Lemmon Survey |
| 352321 -              | 2007 UG109               | 10 ottobre 2007  | Spacewatch        |
| 352322 -              | 2007 UQ113               | 31 ottobre 2007  | Spacewatch        |
| 352323 -              | 2007 UB114               | 31 ottobre 2007  | Spacewatch        |
| 352324 -              | 2007 UN116               | 30 ottobre 2007  | Spacewatch        |
| 352325 -              | 2007 US123               | 31 ottobre 2007  | CSS               |
| 352326 -              | 2007 UX126               | 20 ottobre 2007  | Mt. Lemmon Survey |
| 352327 -              | 2007 UB128               | 16 ottobre 2007  | Mt. Lemmon Survey |
| 352328 -              | 2007 UC129               | 16 ottobre 2007  | Mt. Lemmon Survey |
| 352329 -              | 2007 UW130               | 20 ottobre 2007  | Mt. Lemmon Survey |
| 352330 -              | 2007 UM136               | 30 ottobre 2007  | CSS               |
| 352331 -              | 2007 UY139               | 30 ottobre 2007  | Spacewatch        |
| 352332 -              | 2007 UB142               | 24 ottobre 2007  | Mt. Lemmon Survey |
| 352333 Sylvievauclair | 2007 VV                  | 1º novembre 2007 | Kocher, P.        |
| 352334 -              | 2007 VL7                 | 2 novembre 2007  | Hug, G.           |
| 352335 -              | 2007 VV12                | 1º novembre 2007 | Spacewatch        |
| 352336 -              | 2007 VC14                | 1º novembre 2007 | Mt. Lemmon Survey |
| 352337 -              | 2007 VG28                | 10 ottobre 2007  | CSS               |
| 352338 -              | 2007 VS44                | 1º novembre 2007 | Spacewatch        |
| 352339 -              | 2007 VG47                | 1º novembre 2007 | Spacewatch        |
| 352340 -              | 2007 VA58                | 1º novembre 2007 | Spacewatch        |
| 352341 -              | 2007 VK66                | 2 novembre 2007  | Spacewatch        |
| 352342 -              | 2007 VA74                | 3 novembre 2007  | Spacewatch        |
| 352343 -              | 2007 VO75                | 8 ottobre 2007   | Mt. Lemmon Survey |
| 352344 -              | 2007 VL85                | 2 novembre 2007  | LINEAR            |
| 352345 -              | 2007 VA86                | 2 novembre 2007  | LINEAR            |
| 352346 -              | 2007 VX100               | 2 novembre 2007  | Spacewatch        |
| 352347 -              | 2007 VW105               | 3 novembre 2007  | Spacewatch        |
| 352348 -              | 2007 VB108               | 3 novembre 2007  | Spacewatch        |
| 352349 -              | 2007 VG110               | 3 novembre 2007  | Spacewatch        |
| 352350 -              | 2007 VT124               | 5 novembre 2007  | Mt. Lemmon Survey |
| 352351 -              | 2007 VQ133               | 2 novembre 2007  | CSS               |
| 352352 -              | 2007 VN136               | 12 ottobre 2007  | Spacewatch        |
| 352353 -              | 2007 VW166               | 5 novembre 2007  | Mt. Lemmon Survey |
| 352354 -              | 2007 VY167               | 5 novembre 2007  | Spacewatch        |
| 352355 -              | 2007 VX170               | 7 novembre 2007  | Spacewatch        |
| 352356 -              | 2007 VB183               | 8 novembre 2007  | CSS               |
| 352357 -              | 2007 VA185               | 11 novembre 2007 | BATTeRS           |
| 352358 -              | 2007 VO190               | 5 novembre 2007  | Spacewatch        |
| 352359 -              | 2007 VP190               | 5 novembre 2007  | Spacewatch        |
| 352360 -              | 2007 VX203               | 9 novembre 2007  | Spacewatch        |
| 352361 -              | 2007 VD205               | 9 novembre 2007  | Mt. Lemmon Survey |
| 352362 -              | 2007 VJ206               | 9 novembre 2007  | Mt. Lemmon Survey |
| 352363 -              | 2007 VH210               | 9 novembre 2007  | Spacewatch        |
| 352364 -              | 2007 VN214               | 9 novembre 2007  | Spacewatch        |
| 352365 -              | 2007 VB216               | 9 novembre 2007  | Spacewatch        |
| 352366 -              | 2007 VO216               | 9 novembre 2007  | Spacewatch        |
| 352367 -              | 2007 VS233               | 8 novembre 2007  | Spacewatch        |
| 352368 -              | 2007 VR242               | 12 novembre 2007 | CSS               |
| 352369 -              | 2007 VH243               | 13 novembre 2007 | Mt. Lemmon Survey |
| 352370 -              | 2007 VG244               | 15 novembre 2007 | OAM               |
| 352371 -              | 2007 VL254               | 15 novembre 2007 | CSS               |
| 352372 -              | 2007 VA255               | 11 novembre 2007 | Mt. Lemmon Survey |
| 352373 -              | 2007 VG260               | 15 novembre 2007 | LONEOS            |
| 352374 -              | 2007 VM263               | 13 novembre 2007 | Spacewatch        |
| 352375 -              | 2007 VM269               | 14 novembre 2007 | LINEAR            |
| 352376 -              | 2007 VF278               | 14 novembre 2007 | Spacewatch        |
| 352377 -              | 2007 VL286               | 14 novembre 2007 | Spacewatch        |
| 352378 -              | 2007 VW294               | 14 novembre 2007 | Spacewatch        |
| 352379 -              | 2007 VD298               | 11 novembre 2007 | CSS               |
| 352380 -              | 2007 VE299               | 11 novembre 2007 | LONEOS            |
| 352381 -              | 2007 VF304               | 7 novembre 2007  | CSS               |
| 352382 -              | 2007 VU309               | 3 novembre 2007  | Mt. Lemmon Survey |
| 352383 -              | 2007 VN318               | 7 novembre 2007  | Spacewatch        |
| 352384 -              | 2007 VZ323               | 5 novembre 2007  | LINEAR            |
| 352385 -              | 2007 VD328               | 8 novembre 2007  | LINEAR            |
| 352386 -              | 2007 VO331               | 6 novembre 2007  | Spacewatch        |
| 352387 -              | 2007 VP331               | 7 novembre 2007  | Spacewatch        |
| 352388 -              | 2007 WB6                 | 17 novembre 2007 | LINEAR            |
| 352389 -              | 2007 WP8                 | 8 novembre 2007  | Spacewatch        |
| 352390 -              | 2007 WK11                | 17 ottobre 2007  | Mt. Lemmon Survey |
| 352391 -              | 2007 WG15                | 18 novembre 2007 | Mt. Lemmon Survey |
| 352392 -              | 2007 WM22                | 17 novembre 2007 | Spacewatch        |
| 352393 -              | 2007 WV36                | 19 gennaio 2004  | Spacewatch        |
| 352394 -              | 2007 WQ38                | 19 novembre 2007 | Mt. Lemmon Survey |
| 352395 -              | 2007 WM51                | 20 novembre 2007 | Mt. Lemmon Survey |
| 352396 -              | 2007 WG56                | 29 novembre 2007 | Hug, G.           |
| 352397 -              | 2007 WS62                | 18 novembre 2007 | Mt. Lemmon Survey |
| 352398 -              | 2007 WA63                | 19 novembre 2007 | Mt. Lemmon Survey |
| 352399 -              | 2007 XY1                 | 9 novembre 2007  | Spacewatch        |
| 352400 -              | 2007 XM5                 | 4 dicembre 2007  | Spacewatch        |

## 352401-352500
| Nome     | Designazione provvisoria | Data di scoperta  | Scopritore                        |
| -------- | ------------------------ | ----------------- | --------------------------------- |
| 352401 - | 2007 XS9                 | 5 dicembre 2007   | OAM                               |
| 352402 - | 2007 XS14                | 5 dicembre 2007   | Mt. Lemmon Survey                 |
| 352403 - | 2007 XU14                | 5 dicembre 2007   | Mt. Lemmon Survey                 |
| 352404 - | 2007 XC19                | 12 dicembre 2007  | LINEAR                            |
| 352405 - | 2007 XJ26                | 14 dicembre 2007  | Spacewatch                        |
| 352406 - | 2007 XG30                | 15 dicembre 2007  | CSS                               |
| 352407 - | 2007 XC40                | 13 dicembre 2007  | LINEAR                            |
| 352408 - | 2007 XG41                | 14 dicembre 2007  | LINEAR                            |
| 352409 - | 2007 XH41                | 14 dicembre 2007  | LINEAR                            |
| 352410 - | 2007 XJ42                | 14 dicembre 2007  | Mt. Lemmon Survey                 |
| 352411 - | 2007 XF52                | 6 dicembre 2007   | Spacewatch                        |
| 352412 - | 2007 XX52                | 15 dicembre 2007  | Mt. Lemmon Survey                 |
| 352413 - | 2007 XZ52                | 4 dicembre 2007   | CSS                               |
| 352414 - | 2007 XF53                | 5 dicembre 2007   | Mt. Lemmon Survey                 |
| 352415 - | 2007 XX53                | 14 dicembre 2007  | Astronomical Research Observatory |
| 352416 - | 2007 XJ56                | 16 agosto 2001    | NEAT                              |
| 352417 - | 2007 XA58                | 5 dicembre 2007   | Spacewatch                        |
| 352418 - | 2007 YN13                | 17 dicembre 2007  | Mt. Lemmon Survey                 |
| 352419 - | 2007 YR17                | 5 dicembre 2007   | Spacewatch                        |
| 352420 - | 2007 YO20                | 16 dicembre 2007  | Spacewatch                        |
| 352421 - | 2007 YM22                | 16 dicembre 2007  | Spacewatch                        |
| 352422 - | 2007 YZ35                | 30 dicembre 2007  | Mt. Lemmon Survey                 |
| 352423 - | 2007 YJ43                | 30 dicembre 2007  | Spacewatch                        |
| 352424 - | 2007 YV45                | 30 dicembre 2007  | Mt. Lemmon Survey                 |
| 352425 - | 2007 YY48                | 28 dicembre 2007  | Spacewatch                        |
| 352426 - | 2007 YF64                | 31 dicembre 2007  | Spacewatch                        |
| 352427 - | 2007 YL66                | 30 dicembre 2007  | Mt. Lemmon Survey                 |
| 352428 - | 2007 YW72                | 19 dicembre 2007  | CSS                               |
| 352429 - | 2007 YC73                | 20 dicembre 2007  | Mt. Lemmon Survey                 |
| 352430 - | 2007 YB74                | 31 dicembre 2007  | CSS                               |
| 352431 - | 2008 AY4                 | 7 gennaio 2008    | LUSS                              |
| 352432 - | 2008 AY12                | 10 gennaio 2008   | Mt. Lemmon Survey                 |
| 352433 - | 2008 AV13                | 10 gennaio 2008   | Mt. Lemmon Survey                 |
| 352434 - | 2008 AZ16                | 10 gennaio 2008   | Spacewatch                        |
| 352435 - | 2008 AO20                | 10 gennaio 2008   | Mt. Lemmon Survey                 |
| 352436 - | 2008 AK21                | 10 gennaio 2008   | Mt. Lemmon Survey                 |
| 352437 - | 2008 AS23                | 10 gennaio 2008   | Mt. Lemmon Survey                 |
| 352438 - | 2008 AB25                | 10 gennaio 2008   | Mt. Lemmon Survey                 |
| 352439 - | 2008 AN27                | 10 gennaio 2008   | Mt. Lemmon Survey                 |
| 352440 - | 2008 AR28                | 11 gennaio 2008   | CSS                               |
| 352441 - | 2008 AP34                | 10 gennaio 2008   | Spacewatch                        |
| 352442 - | 2008 AM35                | 10 gennaio 2008   | Spacewatch                        |
| 352443 - | 2008 AD36                | 10 gennaio 2008   | Spacewatch                        |
| 352444 - | 2008 AR40                | 10 gennaio 2008   | Mt. Lemmon Survey                 |
| 352445 - | 2008 AY41                | 10 gennaio 2008   | Mt. Lemmon Survey                 |
| 352446 - | 2008 AF43                | 10 gennaio 2008   | CSS                               |
| 352447 - | 2008 AB45                | 10 gennaio 2008   | CSS                               |
| 352448 - | 2008 AU49                | 11 gennaio 2008   | Spacewatch                        |
| 352449 - | 2008 AM54                | 11 gennaio 2008   | Spacewatch                        |
| 352450 - | 2008 AE59                | 11 gennaio 2008   | Spacewatch                        |
| 352451 - | 2008 AU65                | 11 gennaio 2008   | Spacewatch                        |
| 352452 - | 2008 AF68                | 11 gennaio 2008   | Spacewatch                        |
| 352453 - | 2008 AN69                | 11 gennaio 2008   | Spacewatch                        |
| 352454 - | 2008 AO73                | 10 gennaio 2008   | Spacewatch                        |
| 352455 - | 2008 AW75                | 11 gennaio 2008   | Spacewatch                        |
| 352456 - | 2008 AQ78                | 12 gennaio 2008   | Spacewatch                        |
| 352457 - | 2008 AB84                | 15 gennaio 2008   | Spacewatch                        |
| 352458 - | 2008 AU84                | 5 gennaio 2008    | Nyukasa                           |
| 352459 - | 2008 AQ85                | 13 gennaio 2008   | Spacewatch                        |
| 352460 - | 2008 AA86                | 28 settembre 2006 | CSS                               |
| 352461 - | 2008 AW94                | 14 gennaio 2008   | Spacewatch                        |
| 352462 - | 2008 AN100               | 14 gennaio 2008   | Spacewatch                        |
| 352463 - | 2008 AA102               | 19 settembre 2006 | CSS                               |
| 352464 - | 2008 AS106               | 15 gennaio 2008   | Spacewatch                        |
| 352465 - | 2008 AO108               | 15 gennaio 2008   | Spacewatch                        |
| 352466 - | 2008 AL111               | 15 gennaio 2008   | Spacewatch                        |
| 352467 - | 2008 AC115               | 12 gennaio 2008   | Spacewatch                        |
| 352468 - | 2008 AC117               | 1º gennaio 2008   | Spacewatch                        |
| 352469 - | 2008 AU126               | 10 gennaio 2008   | Mt. Lemmon Survey                 |
| 352470 - | 2008 AJ130               | 30 settembre 2006 | CSS                               |
| 352471 - | 2008 AY136               | 15 ottobre 2006   | Spacewatch                        |
| 352472 - | 2008 BN                  | 16 gennaio 2008   | Mt. Lemmon Survey                 |
| 352473 - | 2008 BD2                 | 17 gennaio 2008   | Spacewatch                        |
| 352474 - | 2008 BZ2                 | 21 gennaio 2008   | Mt. Lemmon Survey                 |
| 352475 - | 2008 BD4                 | 16 gennaio 2008   | Spacewatch                        |
| 352476 - | 2008 BJ5                 | 16 gennaio 2008   | Spacewatch                        |
| 352477 - | 2008 BL16                | 29 gennaio 2008   | OAM                               |
| 352478 - | 2008 BV19                | 30 gennaio 2008   | Spacewatch                        |
| 352479 - | 2008 BO31                | 30 gennaio 2008   | Mt. Lemmon Survey                 |
| 352480 - | 2008 BH32                | 30 gennaio 2008   | Mt. Lemmon Survey                 |
| 352481 - | 2008 BN33                | 30 gennaio 2008   | Spacewatch                        |
| 352482 - | 2008 BG40                | 30 gennaio 2008   | LINEAR                            |
| 352483 - | 2008 BR41                | 30 gennaio 2008   | CSS                               |
| 352484 - | 2008 BD48                | 16 gennaio 2008   | Spacewatch                        |
| 352485 - | 2008 BD49                | 30 gennaio 2008   | Mt. Lemmon Survey                 |
| 352486 - | 2008 BW49                | 30 gennaio 2008   | Mt. Lemmon Survey                 |
| 352487 - | 2008 BZ50                | 30 gennaio 2008   | Mt. Lemmon Survey                 |
| 352488 - | 2008 BS53                | 30 gennaio 2008   | Spacewatch                        |
| 352489 - | 2008 CF4                 | 2 febbraio 2008   | Spacewatch                        |
| 352490 - | 2008 CO4                 | 2 febbraio 2008   | Mt. Lemmon Survey                 |
| 352491 - | 2008 CS4                 | 2 febbraio 2008   | Mt. Lemmon Survey                 |
| 352492 - | 2008 CL5                 | 5 febbraio 2008   | OAM                               |
| 352493 - | 2008 CG8                 | 2 febbraio 2008   | Spacewatch                        |
| 352494 - | 2008 CL10                | 2 febbraio 2008   | Spacewatch                        |
| 352495 - | 2008 CV10                | 3 febbraio 2008   | CSS                               |
| 352496 - | 2008 CF14                | 3 febbraio 2008   | Spacewatch                        |
| 352497 - | 2008 CM15                | 3 febbraio 2008   | Spacewatch                        |
| 352498 - | 2008 CL16                | 3 febbraio 2008   | Spacewatch                        |
| 352499 - | 2008 CK28                | 2 febbraio 2008   | Spacewatch                        |
| 352500 - | 2008 CP29                | 2 febbraio 2008   | Spacewatch                        |

## 352501-352600
| Nome     | Designazione provvisoria | Data di scoperta | Scopritore             |
| -------- | ------------------------ | ---------------- | ---------------------- |
| 352501 - | 2008 CC37                | 2 febbraio 2008  | Spacewatch             |
| 352502 - | 2008 CQ37                | 2 febbraio 2008  | Spacewatch             |
| 352503 - | 2008 CL52                | 7 febbraio 2008  | Spacewatch             |
| 352504 - | 2008 CX62                | 8 febbraio 2008  | Mt. Lemmon Survey      |
| 352505 - | 2008 CA69                | 7 febbraio 2008  | Ferrando, R.           |
| 352506 - | 2008 CF74                | 9 febbraio 2008  | CSS                    |
| 352507 - | 2008 CO74                | 7 febbraio 2008  | LINEAR                 |
| 352508 - | 2008 CY74                | 10 febbraio 2008 | Bickel, W.             |
| 352509 - | 2008 CP75                | 10 febbraio 2008 | OAM                    |
| 352510 - | 2008 CZ81                | 22 ottobre 2006  | CSS                    |
| 352511 - | 2008 CN83                | 3 febbraio 2008  | Spacewatch             |
| 352512 - | 2008 CJ87                | 7 febbraio 2008  | Mt. Lemmon Survey      |
| 352513 - | 2008 CM89                | 7 febbraio 2008  | Spacewatch             |
| 352514 - | 2008 CL95                | 8 febbraio 2008  | Mt. Lemmon Survey      |
| 352515 - | 2008 CP98                | 9 febbraio 2008  | Spacewatch             |
| 352516 - | 2008 CO99                | 9 febbraio 2008  | Spacewatch             |
| 352517 - | 2008 CJ110               | 9 febbraio 2008  | PMO NEO Survey Program |
| 352518 - | 2008 CN113               | 10 febbraio 2008 | Spacewatch             |
| 352519 - | 2008 CU117               | 11 febbraio 2008 | Kugel, F.              |
| 352520 - | 2008 CC118               | 12 febbraio 2008 | Apitzsch, R.           |
| 352521 - | 2008 CX120               | 6 febbraio 2008  | CSS                    |
| 352522 - | 2008 CP127               | 8 febbraio 2008  | Spacewatch             |
| 352523 - | 2008 CO130               | 8 febbraio 2008  | Spacewatch             |
| 352524 - | 2008 CK134               | 15 gennaio 2008  | Mt. Lemmon Survey      |
| 352525 - | 2008 CR137               | 8 febbraio 2008  | Spacewatch             |
| 352526 - | 2008 CF141               | 1º febbraio 2008 | Spacewatch             |
| 352527 - | 2008 CT144               | 9 febbraio 2008  | Spacewatch             |
| 352528 - | 2008 CO148               | 9 febbraio 2008  | Mt. Lemmon Survey      |
| 352529 - | 2008 CK149               | 9 febbraio 2008  | Spacewatch             |
| 352530 - | 2008 CW150               | 9 febbraio 2008  | Spacewatch             |
| 352531 - | 2008 CF155               | 9 febbraio 2008  | Mt. Lemmon Survey      |
| 352532 - | 2008 CD156               | 9 febbraio 2008  | Mt. Lemmon Survey      |
| 352533 - | 2008 CX164               | 10 febbraio 2008 | Mt. Lemmon Survey      |
| 352534 - | 2008 CP176               | 7 febbraio 2008  | LINEAR                 |
| 352535 - | 2008 CD178               | 11 ottobre 2007  | Mt. Lemmon Survey      |
| 352536 - | 2008 CT178               | 6 febbraio 2008  | LONEOS                 |
| 352537 - | 2008 CG179               | 14 ottobre 2007  | Mt. Lemmon Survey      |
| 352538 - | 2008 CN179               | 6 febbraio 2008  | PMO NEO Survey Program |
| 352539 - | 2008 CM180               | 9 febbraio 2008  | CSS                    |
| 352540 - | 2008 CQ180               | 9 febbraio 2008  | CSS                    |
| 352541 - | 2008 CW185               | 18 dicembre 2007 | Mt. Lemmon Survey      |
| 352542 - | 2008 CY190               | 1º febbraio 2008 | Spacewatch             |
| 352543 - | 2008 CZ190               | 2 febbraio 2008  | Spacewatch             |
| 352544 - | 2008 CX192               | 7 febbraio 2008  | Mt. Lemmon Survey      |
| 352545 - | 2008 CD193               | 8 febbraio 2008  | Spacewatch             |
| 352546 - | 2008 CZ199               | 7 febbraio 2008  | Mt. Lemmon Survey      |
| 352547 - | 2008 CG200               | 10 febbraio 2008 | Mt. Lemmon Survey      |
| 352548 - | 2008 CD201               | 13 febbraio 2008 | Spacewatch             |
| 352549 - | 2008 CF202               | 3 febbraio 2008  | Spacewatch             |
| 352550 - | 2008 CF205               | 13 febbraio 2008 | Spacewatch             |
| 352551 - | 2008 CB207               | 12 febbraio 2008 | Spacewatch             |
| 352552 - | 2008 CQ209               | 6 febbraio 2008  | CSS                    |
| 352553 - | 2008 CY210               | 2 febbraio 2008  | Spacewatch             |
| 352554 - | 2008 CT211               | 6 febbraio 2008  | CSS                    |
| 352555 - | 2008 CR212               | 8 febbraio 2008  | Mt. Lemmon Survey      |
| 352556 - | 2008 CZ212               | 9 febbraio 2008  | Spacewatch             |
| 352557 - | 2008 CA213               | 9 febbraio 2008  | Spacewatch             |
| 352558 - | 2008 CK213               | 9 febbraio 2008  | Mt. Lemmon Survey      |
| 352559 - | 2008 CB214               | 10 febbraio 2008 | Spacewatch             |
| 352560 - | 2008 CH214               | 11 febbraio 2008 | Mt. Lemmon Survey      |
| 352561 - | 2008 CW214               | 12 febbraio 2008 | Mt. Lemmon Survey      |
| 352562 - | 2008 DG1                 | 24 febbraio 2008 | Spacewatch             |
| 352563 - | 2008 DC3                 | 24 febbraio 2008 | Mt. Lemmon Survey      |
| 352564 - | 2008 DW8                 | 25 febbraio 2008 | Mt. Lemmon Survey      |
| 352565 - | 2008 DN10                | 26 febbraio 2008 | Spacewatch             |
| 352566 - | 2008 DK12                | 26 febbraio 2008 | Spacewatch             |
| 352567 - | 2008 DW13                | 26 febbraio 2008 | Mt. Lemmon Survey      |
| 352568 - | 2008 DS18                | 26 febbraio 2008 | Spacewatch             |
| 352569 - | 2008 DT18                | 30 dicembre 2007 | Mt. Lemmon Survey      |
| 352570 - | 2008 DZ19                | 28 febbraio 2008 | Mt. Lemmon Survey      |
| 352571 - | 2008 DJ22                | 28 febbraio 2008 | CSS                    |
| 352572 - | 2008 DO22                | 10 febbraio 2008 | CSS                    |
| 352573 - | 2008 DS23                | 24 febbraio 2008 | Spacewatch             |
| 352574 - | 2008 DT24                | 28 febbraio 2008 | Mt. Lemmon Survey      |
| 352575 - | 2008 DF54                | 27 febbraio 2008 | LONEOS                 |
| 352576 - | 2008 DA55                | 29 febbraio 2008 | CSS                    |
| 352577 - | 2008 DD55                | 26 febbraio 2008 | Spacewatch             |
| 352578 - | 2008 DN55                | 26 febbraio 2008 | Mt. Lemmon Survey      |
| 352579 - | 2008 DD59                | 27 febbraio 2008 | Spacewatch             |
| 352580 - | 2008 DJ60                | 28 febbraio 2008 | Spacewatch             |
| 352581 - | 2008 DC70                | 28 febbraio 2008 | CSS                    |
| 352582 - | 2008 DG70                | 18 febbraio 2008 | CSS                    |
| 352583 - | 2008 DA72                | 26 febbraio 2008 | Spacewatch             |
| 352584 - | 2008 DF87                | 28 febbraio 2008 | Mt. Lemmon Survey      |
| 352585 - | 2008 EJ8                 | 3 marzo 2008     | OAM                    |
| 352586 - | 2008 EZ10                | 27 aprile 2003   | LONEOS                 |
| 352587 - | 2008 ER11                | 1º marzo 2008    | Spacewatch             |
| 352588 - | 2008 ED20                | 2 marzo 2008     | Spacewatch             |
| 352589 - | 2008 EG21                | 2 marzo 2008     | Spacewatch             |
| 352590 - | 2008 ES22                | 3 marzo 2008     | CSS                    |
| 352591 - | 2008 ED24                | 18 febbraio 2008 | Mt. Lemmon Survey      |
| 352592 - | 2008 EL27                | 4 marzo 2008     | Mt. Lemmon Survey      |
| 352593 - | 2008 ET28                | 4 marzo 2008     | Mt. Lemmon Survey      |
| 352594 - | 2008 EA41                | 4 marzo 2008     | CSS                    |
| 352595 - | 2008 EP42                | 4 marzo 2008     | Mt. Lemmon Survey      |
| 352596 - | 2008 EW48                | 6 marzo 2008     | Spacewatch             |
| 352597 - | 2008 ET49                | 6 marzo 2008     | Spacewatch             |
| 352598 - | 2008 ER52                | 6 marzo 2008     | Spacewatch             |
| 352599 - | 2008 EZ55                | 7 marzo 2008     | Mt. Lemmon Survey      |
| 352600 - | 2008 EB56                | 7 marzo 2008     | Mt. Lemmon Survey      |

## 352601-352700
| Nome            | Designazione provvisoria | Data di scoperta  | Scopritore              |
| --------------- | ------------------------ | ----------------- | ----------------------- |
| 352601 -        | 2008 ER56                | 7 marzo 2008      | CSS                     |
| 352602 -        | 2008 EN69                | 7 marzo 2008      | Spacewatch              |
| 352603 -        | 2008 EK79                | 8 marzo 2008      | CSS                     |
| 352604 -        | 2008 ES87                | 10 marzo 2008     | CSS                     |
| 352605 -        | 2008 EH90                | 14 marzo 2008     | LINEAR                  |
| 352606 -        | 2008 ET90                | 2 marzo 2008      | Mt. Lemmon Survey       |
| 352607 -        | 2008 EX92                | 6 marzo 2008      | CSS                     |
| 352608 -        | 2008 EX93                | 3 marzo 2008      | Mt. Lemmon Survey       |
| 352609 -        | 2008 EA94                | 3 marzo 2008      | PMO NEO Survey Program  |
| 352610 -        | 2008 EF97                | 7 marzo 2008      | Mt. Lemmon Survey       |
| 352611 -        | 2008 EE101               | 11 febbraio 2008  | Mt. Lemmon Survey       |
| 352612 -        | 2008 EH136               | 28 febbraio 2008  | Spacewatch              |
| 352613 -        | 2008 EC138               | 11 marzo 2008     | CSS                     |
| 352614 -        | 2008 EM146               | 5 marzo 2008      | Mt. Lemmon Survey       |
| 352615 -        | 2008 EA152               | 10 marzo 2008     | Spacewatch              |
| 352616 -        | 2008 EX168               | 13 marzo 2008     | CSS                     |
| 352617 -        | 2008 FE1                 | 25 marzo 2008     | Spacewatch              |
| 352618 -        | 2008 FQ1                 | 25 marzo 2008     | Spacewatch              |
| 352619 -        | 2008 FV2                 | 25 marzo 2008     | Spacewatch              |
| 352620 -        | 2008 FG3                 | 25 marzo 2008     | Spacewatch              |
| 352621 -        | 2008 FO6                 | 30 marzo 2008     | CSS                     |
| 352622 -        | 2008 FA7                 | 30 marzo 2008     | Tozzi, F.               |
| 352623 -        | 2008 FH7                 | 30 marzo 2008     | CSS                     |
| 352624 -        | 2008 FQ11                | 26 febbraio 2008  | Mt. Lemmon Survey       |
| 352625 -        | 2008 FA16                | 27 marzo 2008     | Mt. Lemmon Survey       |
| 352626 -        | 2008 FT33                | 28 marzo 2008     | Mt. Lemmon Survey       |
| 352627 -        | 2008 FD40                | 28 marzo 2008     | Spacewatch              |
| 352628 -        | 2008 FA41                | 28 marzo 2008     | Spacewatch              |
| 352629 -        | 2008 FF78                | 27 marzo 2008     | Mt. Lemmon Survey       |
| 352630 -        | 2008 FX89                | 29 marzo 2008     | Mt. Lemmon Survey       |
| 352631 -        | 2008 FH115               | 31 marzo 2008     | Mt. Lemmon Survey       |
| 352632 -        | 2008 FJ122               | 30 marzo 2008     | Crni Vrh                |
| 352633 -        | 2008 GM31                | 3 aprile 2008     | Spacewatch              |
| 352634 -        | 2008 GB64                | 5 aprile 2008     | CSS                     |
| 352635 -        | 2008 GK88                | 6 aprile 2008     | Spacewatch              |
| 352636 -        | 2008 GW89                | 6 aprile 2008     | Mt. Lemmon Survey       |
| 352637 -        | 2008 GW108               | 13 aprile 2008    | Spacewatch              |
| 352638 -        | 2008 GY110               | 3 aprile 2008     | CSS                     |
| 352639 -        | 2008 GZ110               | 3 aprile 2008     | CSS                     |
| 352640 -        | 2008 GE111               | 12 aprile 2008    | Kugel, F.               |
| 352641 -        | 2008 HA62                | 30 aprile 2008    | Spacewatch              |
| 352642 -        | 2008 JM                  | 2 maggio 2008     | CSS                     |
| 352643 -        | 2008 JB32                | 5 maggio 2008     | Mt. Lemmon Survey       |
| 352644 -        | 2008 KQ36                | 29 maggio 2008    | Spacewatch              |
| 352645 -        | 2008 LW2                 | 1º giugno 2008    | Spacewatch              |
| 352646 Blumbahs | 2008 OZ1                 | 25 luglio 2008    | Cernis, K., Eglitis, I. |
| 352647 -        | 2008 OD14                | 31 luglio 2008    | OAM                     |
| 352648 -        | 2008 OA18                | 30 luglio 2008    | Spacewatch              |
| 352649 -        | 2008 OQ22                | 29 luglio 2008    | Spacewatch              |
| 352650 -        | 2008 PF9                 | 7 agosto 2008     | Kugel, F.               |
| 352651 -        | 2008 QA9                 | 25 agosto 2008    | OAM                     |
| 352652 -        | 2008 QR10                | 26 agosto 2008    | Kugel, F.               |
| 352653 -        | 2008 QE17                | 27 agosto 2008    | OAM                     |
| 352654 -        | 2008 QJ24                | 25 agosto 2008    | Andrushivka             |
| 352655 -        | 2008 QX28                | 31 agosto 2008    | Moletai                 |
| 352656 -        | 2008 QR29                | 24 agosto 2008    | OAM                     |
| 352657 -        | 2008 QS33                | 27 agosto 2008    | OAM                     |
| 352658 -        | 2008 QZ33                | 28 agosto 2008    | OAM                     |
| 352659 -        | 2008 RE2                 | 2 settembre 2008  | Spacewatch              |
| 352660 -        | 2008 RX3                 | 2 settembre 2008  | Spacewatch              |
| 352661 -        | 2008 RY5                 | 2 settembre 2008  | Spacewatch              |
| 352662 -        | 2008 RM14                | 4 settembre 2008  | Spacewatch              |
| 352663 -        | 2008 RZ16                | 4 settembre 2008  | Spacewatch              |
| 352664 -        | 2008 RC23                | 4 settembre 2008  | LINEAR                  |
| 352665 -        | 2008 RW56                | 3 settembre 2008  | Spacewatch              |
| 352666 -        | 2008 RZ58                | 3 settembre 2008  | Spacewatch              |
| 352667 -        | 2008 RA69                | 4 settembre 2008  | Spacewatch              |
| 352668 -        | 2008 RQ72                | 6 settembre 2008  | Mt. Lemmon Survey       |
| 352669 -        | 2008 RN77                | 6 settembre 2008  | CSS                     |
| 352670 -        | 2008 RU87                | 5 settembre 2008  | Spacewatch              |
| 352671 -        | 2008 RC95                | 7 settembre 2008  | Mt. Lemmon Survey       |
| 352672 -        | 2008 RK99                | 2 settembre 2008  | Spacewatch              |
| 352673 -        | 2008 RZ100               | 5 settembre 2008  | Spacewatch              |
| 352674 -        | 2008 RR101               | 2 settembre 2008  | Spacewatch              |
| 352675 -        | 2008 RO106               | 7 settembre 2008  | Mt. Lemmon Survey       |
| 352676 -        | 2008 RO107               | 7 settembre 2008  | Mt. Lemmon Survey       |
| 352677 -        | 2008 RQ107               | 8 settembre 2008  | Mt. Lemmon Survey       |
| 352678 -        | 2008 RG109               | 2 settembre 2008  | Spacewatch              |
| 352679 -        | 2008 RR111               | 4 settembre 2008  | Spacewatch              |
| 352680 -        | 2008 RL136               | 4 settembre 2008  | Spacewatch              |
| 352681 -        | 2008 SS3                 | 22 settembre 2008 | LINEAR                  |
| 352682 -        | 2008 ST5                 | 22 settembre 2008 | LINEAR                  |
| 352683 -        | 2008 SU5                 | 22 settembre 2008 | LINEAR                  |
| 352684 -        | 2008 SU8                 | 22 settembre 2008 | LINEAR                  |
| 352685 -        | 2008 SP28                | 19 settembre 2008 | Spacewatch              |
| 352686 -        | 2008 SV29                | 19 settembre 2008 | Spacewatch              |
| 352687 -        | 2008 SY35                | 20 settembre 2008 | Spacewatch              |
| 352688 -        | 2008 SE46                | 20 settembre 2008 | Spacewatch              |
| 352689 -        | 2008 SM60                | 20 settembre 2008 | CSS                     |
| 352690 -        | 2008 SR74                | 23 settembre 2008 | Mt. Lemmon Survey       |
| 352691 -        | 2008 SH84                | 27 settembre 2008 | Tozzi, F.               |
| 352692 -        | 2008 SS85                | 19 settembre 2008 | Spacewatch              |
| 352693 -        | 2008 SQ88                | 20 settembre 2008 | Spacewatch              |
| 352694 -        | 2008 SB100               | 21 settembre 2008 | Spacewatch              |
| 352695 -        | 2008 SE105               | 21 settembre 2008 | Spacewatch              |
| 352696 -        | 2008 SP105               | 21 settembre 2008 | Spacewatch              |
| 352697 -        | 2008 SE106               | 21 settembre 2008 | Spacewatch              |
| 352698 -        | 2008 SA107               | 21 settembre 2008 | Spacewatch              |
| 352699 -        | 2008 SO117               | 22 settembre 2008 | Mt. Lemmon Survey       |
| 352700 -        | 2008 SV118               | 22 settembre 2008 | Mt. Lemmon Survey       |

## 352701-352800
| Nome                | Designazione provvisoria | Data di scoperta  | Scopritore            |
| ------------------- | ------------------------ | ----------------- | --------------------- |
| 352701 -            | 2008 SE137               | 3 dicembre 2005   | Boattini, A.          |
| 352702 -            | 2008 SS138               | 23 settembre 2008 | Spacewatch            |
| 352703 -            | 2008 SO151               | 29 settembre 2008 | Kugel, F.             |
| 352704 Stevefleming | 2008 SW151               | 26 settembre 2008 | Robert Holmes         |
| 352705 -            | 2008 SC152               | 28 settembre 2008 | Schwab, E., Kling, R. |
| 352706 -            | 2008 SF179               | 24 settembre 2008 | Spacewatch            |
| 352707 -            | 2008 SQ179               | 24 settembre 2008 | Mt. Lemmon Survey     |
| 352708 -            | 2008 SH180               | 24 settembre 2008 | Mt. Lemmon Survey     |
| 352709 -            | 2008 SM188               | 25 settembre 2008 | Spacewatch            |
| 352710 -            | 2008 SW189               | 25 settembre 2008 | Spacewatch            |
| 352711 -            | 2008 SZ189               | 25 settembre 2008 | Spacewatch            |
| 352712 -            | 2008 SM191               | 25 settembre 2008 | Mt. Lemmon Survey     |
| 352713 -            | 2008 SH195               | 25 settembre 2008 | Spacewatch            |
| 352714 -            | 2008 SS195               | 25 settembre 2008 | Spacewatch            |
| 352715 -            | 2008 SU202               | 26 settembre 2008 | Spacewatch            |
| 352716 -            | 2008 SF211               | 28 settembre 2008 | CSS                   |
| 352717 -            | 2008 SR211               | 28 settembre 2008 | Spacewatch            |
| 352718 -            | 2008 SK217               | 29 settembre 2008 | Mt. Lemmon Survey     |
| 352719 -            | 2008 SU218               | 30 settembre 2008 | OAM                   |
| 352720 -            | 2008 SX222               | 25 settembre 2008 | Mt. Lemmon Survey     |
| 352721 -            | 2008 SB225               | 26 settembre 2008 | Spacewatch            |
| 352722 -            | 2008 SQ243               | 29 settembre 2008 | Spacewatch            |
| 352723 -            | 2008 SO272               | 23 settembre 2008 | Mt. Lemmon Survey     |
| 352724 -            | 2008 SU281               | 23 settembre 2008 | Mt. Lemmon Survey     |
| 352725 -            | 2008 SV285               | 21 settembre 2008 | Spacewatch            |
| 352726 -            | 2008 SJ287               | 23 settembre 2008 | Spacewatch            |
| 352727 -            | 2008 SM288               | 24 settembre 2008 | Spacewatch            |
| 352728 -            | 2008 SU288               | 24 settembre 2008 | Spacewatch            |
| 352729 -            | 2008 SH289               | 25 settembre 2008 | Spacewatch            |
| 352730 -            | 2008 SX293               | 20 settembre 2008 | CSS                   |
| 352731 -            | 2008 SC294               | 20 settembre 2008 | CSS                   |
| 352732 -            | 2008 SK294               | 29 agosto 2008    | Lulin                 |
| 352733 -            | 2008 SK300               | 23 settembre 2008 | Spacewatch            |
| 352734 -            | 2008 SG301               | 23 settembre 2008 | Spacewatch            |
| 352735 -            | 2008 SQ301               | 23 settembre 2008 | LINEAR                |
| 352736 -            | 2008 SC304               | 24 settembre 2008 | Mt. Lemmon Survey     |
| 352737 -            | 2008 TQ16                | 1º ottobre 2008   | Mt. Lemmon Survey     |
| 352738 -            | 2008 TY20                | 1º ottobre 2008   | Mt. Lemmon Survey     |
| 352739 -            | 2008 TJ56                | 2 ottobre 2008    | Spacewatch            |
| 352740 -            | 2008 TC62                | 2 ottobre 2008    | CSS                   |
| 352741 -            | 2008 TF64                | 2 ottobre 2008    | Spacewatch            |
| 352742 -            | 2008 TO67                | 2 ottobre 2008    | Spacewatch            |
| 352743 -            | 2008 TW71                | 2 ottobre 2008    | Spacewatch            |
| 352744 -            | 2008 TT82                | 3 ottobre 2008    | OAM                   |
| 352745 -            | 2008 TS98                | 6 ottobre 2008    | Spacewatch            |
| 352746 -            | 2008 TX101               | 6 ottobre 2008    | Spacewatch            |
| 352747 -            | 2008 TW104               | 8 dicembre 2005   | Spacewatch            |
| 352748 -            | 2008 TS111               | 6 ottobre 2008    | CSS                   |
| 352749 -            | 2008 TB117               | 6 ottobre 2008    | Mt. Lemmon Survey     |
| 352750 -            | 2008 TO117               | 6 ottobre 2008    | Spacewatch            |
| 352751 -            | 2008 TY120               | 7 ottobre 2008    | Mt. Lemmon Survey     |
| 352752 -            | 2008 TP121               | 7 ottobre 2008    | Spacewatch            |
| 352753 -            | 2008 TN139               | 8 ottobre 2008    | Mt. Lemmon Survey     |
| 352754 -            | 2008 TG150               | 9 ottobre 2008    | Mt. Lemmon Survey     |
| 352755 -            | 2008 TF162               | 2 ottobre 2008    | Spacewatch            |
| 352756 -            | 2008 TD167               | 8 ottobre 2008    | Mt. Lemmon Survey     |
| 352757 -            | 2008 TH175               | 8 ottobre 2008    | Spacewatch            |
| 352758 -            | 2008 TY177               | 1º ottobre 2008   | CSS                   |
| 352759 -            | 2008 TC182               | 1º ottobre 2008   | CSS                   |
| 352760 Tesorero     | 2008 UR4                 | 24 ottobre 2008   | La Canada             |
| 352761 -            | 2008 UL5                 | 25 ottobre 2008   | LINEAR                |
| 352762 -            | 2008 UW6                 | 24 ottobre 2008   | CSS                   |
| 352763 -            | 2008 UJ7                 | 6 settembre 2008  | Siding Spring Survey  |
| 352764 -            | 2008 UF15                | 18 ottobre 2008   | Spacewatch            |
| 352765 -            | 2008 UY16                | 18 ottobre 2008   | Spacewatch            |
| 352766 -            | 2008 UQ24                | 20 ottobre 2008   | Spacewatch            |
| 352767 -            | 2008 UD25                | 20 ottobre 2008   | Mt. Lemmon Survey     |
| 352768 -            | 2008 UN32                | 20 ottobre 2008   | Spacewatch            |
| 352769 -            | 2008 UV34                | 20 ottobre 2008   | Spacewatch            |
| 352770 -            | 2008 UU41                | 20 ottobre 2008   | Spacewatch            |
| 352771 -            | 2008 US48                | 20 ottobre 2008   | Spacewatch            |
| 352772 -            | 2008 UO49                | 20 ottobre 2008   | Mt. Lemmon Survey     |
| 352773 -            | 2008 UR54                | 20 ottobre 2008   | Mt. Lemmon Survey     |
| 352774 -            | 2008 UB58                | 21 ottobre 2008   | Spacewatch            |
| 352775 -            | 2008 UE70                | 21 ottobre 2008   | Mt. Lemmon Survey     |
| 352776 -            | 2008 UA72                | 21 ottobre 2008   | Spacewatch            |
| 352777 -            | 2008 UL72                | 21 ottobre 2008   | Mt. Lemmon Survey     |
| 352778 -            | 2008 UP74                | 21 ottobre 2008   | Spacewatch            |
| 352779 -            | 2008 UA78                | 21 ottobre 2008   | Spacewatch            |
| 352780 -            | 2008 UE80                | 22 ottobre 2008   | Spacewatch            |
| 352781 -            | 2008 UT90                | 24 ottobre 2008   | Mt. Lemmon Survey     |
| 352782 -            | 2008 UE97                | 1º dicembre 2005  | Buie, M. W.           |
| 352783 -            | 2008 UT97                | 26 ottobre 2008   | LINEAR                |
| 352784 -            | 2008 UH112               | 22 ottobre 2008   | Spacewatch            |
| 352785 -            | 2008 US114               | 22 ottobre 2008   | Spacewatch            |
| 352786 -            | 2008 UP123               | 22 ottobre 2008   | Spacewatch            |
| 352787 -            | 2008 UP124               | 22 ottobre 2008   | Spacewatch            |
| 352788 -            | 2008 UN141               | 23 ottobre 2008   | Spacewatch            |
| 352789 -            | 2008 UB148               | 23 ottobre 2008   | Spacewatch            |
| 352790 -            | 2008 UT164               | 24 ottobre 2008   | Spacewatch            |
| 352791 -            | 2008 UR179               | 24 ottobre 2008   | Spacewatch            |
| 352792 -            | 2008 UB187               | 24 ottobre 2008   | Spacewatch            |
| 352793 -            | 2008 UF189               | 25 ottobre 2008   | Mt. Lemmon Survey     |
| 352794 -            | 2008 UR197               | 27 ottobre 2008   | Spacewatch            |
| 352795 -            | 2008 UZ198               | 27 ottobre 2008   | LINEAR                |
| 352796 -            | 2008 UD199               | 27 ottobre 2008   | LINEAR                |
| 352797 -            | 2008 UR204               | 27 ottobre 2008   | LINEAR                |
| 352798 -            | 2008 UF213               | 24 ottobre 2008   | CSS                   |
| 352799 -            | 2008 UM216               | 24 ottobre 2008   | Spacewatch            |
| 352800 -            | 2008 UR218               | 25 ottobre 2008   | Spacewatch            |

## 352801-352900
| Nome            | Designazione provvisoria | Data di scoperta  | Scopritore        |
| --------------- | ------------------------ | ----------------- | ----------------- |
| 352801 -        | 2008 UW218               | 25 ottobre 2008   | Spacewatch        |
| 352802 -        | 2008 UK223               | 25 ottobre 2008   | Spacewatch        |
| 352803 -        | 2008 UF236               | 26 ottobre 2008   | Spacewatch        |
| 352804 -        | 2008 UB241               | 26 ottobre 2008   | Spacewatch        |
| 352805 -        | 2008 UV242               | 26 ottobre 2008   | Mt. Lemmon Survey |
| 352806 -        | 2008 US245               | 26 ottobre 2008   | Spacewatch        |
| 352807 -        | 2008 UW257               | 27 ottobre 2008   | Spacewatch        |
| 352808 -        | 2008 UR263               | 27 ottobre 2008   | Spacewatch        |
| 352809 -        | 2008 UO277               | 28 ottobre 2008   | Mt. Lemmon Survey |
| 352810 -        | 2008 UD281               | 23 ottobre 2008   | Spacewatch        |
| 352811 -        | 2008 UV282               | 28 ottobre 2008   | Mt. Lemmon Survey |
| 352812 -        | 2008 UG284               | 28 ottobre 2008   | Mt. Lemmon Survey |
| 352813 -        | 2008 UL285               | 28 ottobre 2008   | Spacewatch        |
| 352814 -        | 2008 UJ287               | 28 ottobre 2008   | Mt. Lemmon Survey |
| 352815 -        | 2008 UP287               | 28 ottobre 2008   | Mt. Lemmon Survey |
| 352816 -        | 2008 US291               | 29 ottobre 2008   | Spacewatch        |
| 352817 -        | 2008 UZ301               | 29 settembre 2008 | Spacewatch        |
| 352818 -        | 2008 UQ310               | 30 ottobre 2008   | CSS               |
| 352819 -        | 2008 UQ312               | 30 ottobre 2008   | Spacewatch        |
| 352820 -        | 2008 UY313               | 30 ottobre 2008   | Mt. Lemmon Survey |
| 352821 -        | 2008 UX324               | 31 ottobre 2008   | Spacewatch        |
| 352822 -        | 2008 UZ326               | 31 ottobre 2008   | Mt. Lemmon Survey |
| 352823 -        | 2008 UC330               | 31 ottobre 2008   | Spacewatch        |
| 352824 -        | 2008 UA331               | 31 ottobre 2008   | Mt. Lemmon Survey |
| 352825 -        | 2008 UL340               | 23 ottobre 2008   | Spacewatch        |
| 352826 -        | 2008 UH343               | 24 ottobre 2008   | CSS               |
| 352827 -        | 2008 UG350               | 21 ottobre 2008   | Spacewatch        |
| 352828 -        | 2008 UK351               | 27 ottobre 2008   | Spacewatch        |
| 352829 -        | 2008 UU355               | 27 ottobre 2008   | Mt. Lemmon Survey |
| 352830 -        | 2008 UX355               | 29 ottobre 2008   | Spacewatch        |
| 352831 -        | 2008 US368               | 25 ottobre 2008   | Mt. Lemmon Survey |
| 352832 -        | 2008 UE370               | 20 ottobre 2008   | Spacewatch        |
| 352833 -        | 2008 VN2                 | 7 agosto 2008     | Spacewatch        |
| 352834 Málaga   | 2008 VN4                 | 6 novembre 2008   | Malaga            |
| 352835 -        | 2008 VR13                | 6 novembre 2008   | Ondrejov          |
| 352836 -        | 2008 VU14                | 10 novembre 2008  | OAM               |
| 352837 -        | 2008 VU16                | 1º novembre 2008  | Spacewatch        |
| 352838 -        | 2008 VO50                | 4 novembre 2008   | CSS               |
| 352839 -        | 2008 VK68                | 7 novembre 2008   | Mt. Lemmon Survey |
| 352840 -        | 2008 VS68                | 8 novembre 2008   | Mt. Lemmon Survey |
| 352841 -        | 2008 VR72                | 8 novembre 2008   | Mt. Lemmon Survey |
| 352842 -        | 2008 VX72                | 1º novembre 2008  | Mt. Lemmon Survey |
| 352843 -        | 2008 VO73                | 6 novembre 2008   | Mt. Lemmon Survey |
| 352844 -        | 2008 VW75                | 8 novembre 2008   | Mt. Lemmon Survey |
| 352845 -        | 2008 VN78                | 7 novembre 2008   | Mt. Lemmon Survey |
| 352846 -        | 2008 WY11                | 18 novembre 2008  | CSS               |
| 352847 -        | 2008 WB22                | 3 dicembre 2004   | Hug, G.           |
| 352848 -        | 2008 WX22                | 18 novembre 2008  | CSS               |
| 352849 -        | 2008 WT24                | 18 novembre 2008  | CSS               |
| 352850 -        | 2008 WE25                | 18 novembre 2008  | CSS               |
| 352851 -        | 2008 WF31                | 19 novembre 2008  | Mt. Lemmon Survey |
| 352852 -        | 2008 WO40                | 17 novembre 2008  | Spacewatch        |
| 352853 -        | 2008 WZ60                | 20 novembre 2008  | LINEAR            |
| 352854 -        | 2008 WO62                | 21 novembre 2008  | Mt. Lemmon Survey |
| 352855 -        | 2008 WG66                | 18 novembre 2008  | CSS               |
| 352856 -        | 2008 WK67                | 18 novembre 2008  | Spacewatch        |
| 352857 -        | 2008 WB84                | 20 novembre 2008  | Spacewatch        |
| 352858 -        | 2008 WV84                | 20 novembre 2008  | Spacewatch        |
| 352859 -        | 2008 WX85                | 20 novembre 2008  | Spacewatch        |
| 352860 Monflier | 2008 WY96                | 30 novembre 2008  | Ory, M.           |
| 352861 -        | 2008 WB98                | 19 novembre 2008  | CSS               |
| 352862 -        | 2008 WU109               | 30 novembre 2008  | Spacewatch        |
| 352863 -        | 2008 WT112               | 28 settembre 2000 | Spacewatch        |
| 352864 -        | 2008 WF115               | 30 novembre 2008  | Mt. Lemmon Survey |
| 352865 -        | 2008 WP116               | 30 novembre 2008  | Spacewatch        |
| 352866 -        | 2008 WK121               | 30 novembre 2008  | Spacewatch        |
| 352867 -        | 2008 WA125               | 19 novembre 2008  | Mt. Lemmon Survey |
| 352868 -        | 2008 WG139               | 30 novembre 2008  | LINEAR            |
| 352869 -        | 2008 WL140               | 18 novembre 2008  | CSS               |
| 352870 -        | 2008 XD4                 | 2 dicembre 2008   | LINEAR            |
| 352871 -        | 2008 XJ8                 | 1º dicembre 2008  | CSS               |
| 352872 -        | 2008 XO30                | 1º dicembre 2008  | Spacewatch        |
| 352873 -        | 2008 XY31                | 22 ottobre 2008   | Spacewatch        |
| 352874 -        | 2008 XF34                | 2 dicembre 2008   | Spacewatch        |
| 352875 -        | 2008 XO43                | 2 dicembre 2008   | Spacewatch        |
| 352876 -        | 2008 XR43                | 2 dicembre 2008   | Spacewatch        |
| 352877 -        | 2008 XU47                | 4 dicembre 2008   | Mt. Lemmon Survey |
| 352878 -        | 2008 XX48                | 4 dicembre 2008   | Mt. Lemmon Survey |
| 352879 -        | 2008 XK52                | 16 settembre 2003 | Spacewatch        |
| 352880 -        | 2008 YH3                 | 22 dicembre 2008  | LINEAR            |
| 352881 -        | 2008 YO3                 | 21 dicembre 2008  | Hormuth, F.       |
| 352882 -        | 2008 YO4                 | 22 dicembre 2008  | Kugel, F.         |
| 352883 -        | 2008 YJ9                 | 23 dicembre 2008  | Kugel, F.         |
| 352884 -        | 2008 YZ10                | 20 dicembre 2008  | Mt. Lemmon Survey |
| 352885 -        | 2008 YJ13                | 21 dicembre 2008  | Mt. Lemmon Survey |
| 352886 -        | 2008 YT20                | 21 dicembre 2008  | Mt. Lemmon Survey |
| 352887 -        | 2008 YP32                | 30 dicembre 2008  | Sarneczky, K.     |
| 352888 -        | 2008 YQ34                | 31 dicembre 2008  | Bickel, W.        |
| 352889 -        | 2008 YF35                | 22 dicembre 2008  | Mt. Lemmon Survey |
| 352890 -        | 2008 YJ37                | 22 dicembre 2008  | Spacewatch        |
| 352891 -        | 2008 YQ41                | 29 dicembre 2008  | Spacewatch        |
| 352892 -        | 2008 YD48                | 29 dicembre 2008  | Mt. Lemmon Survey |
| 352893 -        | 2008 YR50                | 29 dicembre 2008  | Mt. Lemmon Survey |
| 352894 -        | 2008 YA53                | 29 dicembre 2008  | Mt. Lemmon Survey |
| 352895 -        | 2008 YW54                | 20 ottobre 2003   | Spacewatch        |
| 352896 -        | 2008 YK62                | 30 dicembre 2008  | Mt. Lemmon Survey |
| 352897 -        | 2008 YP66                | 30 dicembre 2008  | Mt. Lemmon Survey |
| 352898 -        | 2008 YL71                | 29 dicembre 2008  | Spacewatch        |
| 352899 -        | 2008 YL76                | 30 dicembre 2008  | Mt. Lemmon Survey |
| 352900 -        | 2008 YQ84                | 31 dicembre 2008  | Spacewatch        |

## 352901-353000
| Nome     | Designazione provvisoria | Data di scoperta | Scopritore             |
| -------- | ------------------------ | ---------------- | ---------------------- |
| 352901 - | 2008 YW96                | 29 dicembre 2008 | Mt. Lemmon Survey      |
| 352902 - | 2008 YV101               | 29 dicembre 2008 | Spacewatch             |
| 352903 - | 2008 YB102               | 29 dicembre 2008 | Spacewatch             |
| 352904 - | 2008 YX103               | 3 luglio 2003    | Spacewatch             |
| 352905 - | 2008 YF106               | 29 dicembre 2008 | Spacewatch             |
| 352906 - | 2008 YW106               | 29 dicembre 2008 | Spacewatch             |
| 352907 - | 2008 YH109               | 29 dicembre 2008 | Spacewatch             |
| 352908 - | 2008 YV114               | 29 dicembre 2008 | Spacewatch             |
| 352909 - | 2008 YD121               | 30 dicembre 2008 | Spacewatch             |
| 352910 - | 2008 YQ122               | 30 dicembre 2008 | Spacewatch             |
| 352911 - | 2008 YF124               | 30 dicembre 2008 | Spacewatch             |
| 352912 - | 2008 YY135               | 30 dicembre 2008 | Spacewatch             |
| 352913 - | 2008 YW138               | 30 dicembre 2008 | Mt. Lemmon Survey      |
| 352914 - | 2008 YH139               | 30 dicembre 2008 | Spacewatch             |
| 352915 - | 2008 YA142               | 30 dicembre 2008 | Spacewatch             |
| 352916 - | 2008 YB145               | 30 dicembre 2008 | Spacewatch             |
| 352917 - | 2008 YJ145               | 30 dicembre 2008 | Spacewatch             |
| 352918 - | 2008 YX153               | 21 dicembre 2008 | CSS                    |
| 352919 - | 2008 YM157               | 23 dicembre 2008 | Sarneczky, K.          |
| 352920 - | 2008 YS157               | 29 dicembre 2008 | Mt. Lemmon Survey      |
| 352921 - | 2008 YX159               | 22 dicembre 2008 | Mt. Lemmon Survey      |
| 352922 - | 2008 YF165               | 31 dicembre 2008 | CSS                    |
| 352923 - | 2008 YA167               | 19 dicembre 2008 | LINEAR                 |
| 352924 - | 2008 YR167               | 22 dicembre 2008 | Mt. Lemmon Survey      |
| 352925 - | 2008 YL169               | 30 dicembre 2008 | Mt. Lemmon Survey      |
| 352926 - | 2008 YG170               | 22 dicembre 2008 | Spacewatch             |
| 352927 - | 2008 YG171               | 28 dicembre 2008 | LINEAR                 |
| 352928 - | 2009 AK2                 | 6 gennaio 2009   | Birtwhistle, P.        |
| 352929 - | 2009 AK13                | 2 gennaio 2009   | Mt. Lemmon Survey      |
| 352930 - | 2009 AA25                | 3 gennaio 2009   | Spacewatch             |
| 352931 - | 2009 AR26                | 2 gennaio 2009   | Spacewatch             |
| 352932 - | 2009 AX27                | 2 gennaio 2009   | Spacewatch             |
| 352933 - | 2009 AU28                | 8 gennaio 2009   | Spacewatch             |
| 352934 - | 2009 AJ30                | 1º gennaio 2009  | Spacewatch             |
| 352935 - | 2009 AJ33                | 15 gennaio 2009  | Spacewatch             |
| 352936 - | 2009 AG36                | 15 gennaio 2009  | Spacewatch             |
| 352937 - | 2009 AM36                | 15 gennaio 2009  | Spacewatch             |
| 352938 - | 2009 AJ44                | 3 gennaio 2009   | Mt. Lemmon Survey      |
| 352939 - | 2009 AY44                | 2 gennaio 2009   | CSS                    |
| 352940 - | 2009 AJ45                | 15 gennaio 2009  | Spacewatch             |
| 352941 - | 2009 AL45                | 15 gennaio 2009  | Spacewatch             |
| 352942 - | 2009 AT49                | 20 dicembre 2004 | Mt. Lemmon Survey      |
| 352943 - | 2009 BB7                 | 23 novembre 2008 | Mt. Lemmon Survey      |
| 352944 - | 2009 BS7                 | 2 maggio 2006    | Mt. Lemmon Survey      |
| 352945 - | 2009 BL10                | 21 gennaio 2009  | Schwab, E.             |
| 352946 - | 2009 BP11                | 20 gennaio 2009  | LINEAR                 |
| 352947 - | 2009 BU12                | 21 gennaio 2009  | LINEAR                 |
| 352948 - | 2009 BM13                | 22 gennaio 2009  | LINEAR                 |
| 352949 - | 2009 BJ15                | 16 gennaio 2009  | Mt. Lemmon Survey      |
| 352950 - | 2009 BA17                | 17 gennaio 2009  | CSS                    |
| 352951 - | 2009 BC20                | 16 gennaio 2009  | Mt. Lemmon Survey      |
| 352952 - | 2009 BU22                | 1º gennaio 2009  | Mt. Lemmon Survey      |
| 352953 - | 2009 BA24                | 2 novembre 2007  | CSS                    |
| 352954 - | 2009 BB24                | 17 gennaio 2009  | Spacewatch             |
| 352955 - | 2009 BS27                | 16 gennaio 2009  | Spacewatch             |
| 352956 - | 2009 BJ35                | 16 gennaio 2009  | Spacewatch             |
| 352957 - | 2009 BM35                | 16 gennaio 2009  | Spacewatch             |
| 352958 - | 2009 BC36                | 16 gennaio 2009  | Spacewatch             |
| 352959 - | 2009 BP38                | 16 gennaio 2009  | Spacewatch             |
| 352960 - | 2009 BT40                | 16 gennaio 2009  | Spacewatch             |
| 352961 - | 2009 BE41                | 16 gennaio 2009  | Spacewatch             |
| 352962 - | 2009 BX45                | 16 gennaio 2009  | Spacewatch             |
| 352963 - | 2009 BA46                | 16 gennaio 2009  | Spacewatch             |
| 352964 - | 2009 BG48                | 16 gennaio 2009  | Mt. Lemmon Survey      |
| 352965 - | 2009 BN48                | 16 gennaio 2009  | Spacewatch             |
| 352966 - | 2009 BS48                | 16 gennaio 2009  | Spacewatch             |
| 352967 - | 2009 BG49                | 16 gennaio 2009  | Mt. Lemmon Survey      |
| 352968 - | 2009 BN54                | 16 gennaio 2009  | Mt. Lemmon Survey      |
| 352969 - | 2009 BQ54                | 16 gennaio 2009  | Mt. Lemmon Survey      |
| 352970 - | 2009 BF59                | 16 gennaio 2009  | Mt. Lemmon Survey      |
| 352971 - | 2009 BV61                | 18 gennaio 2009  | Mt. Lemmon Survey      |
| 352972 - | 2009 BG64                | 20 gennaio 2009  | CSS                    |
| 352973 - | 2009 BS64                | 20 gennaio 2009  | CSS                    |
| 352974 - | 2009 BV65                | 20 gennaio 2009  | Spacewatch             |
| 352975 - | 2009 BA67                | 20 gennaio 2009  | Spacewatch             |
| 352976 - | 2009 BB67                | 20 gennaio 2009  | Spacewatch             |
| 352977 - | 2009 BK67                | 20 gennaio 2009  | Spacewatch             |
| 352978 - | 2009 BA75                | 21 novembre 2008 | CSS                    |
| 352979 - | 2009 BJ75                | 21 gennaio 2009  | CSS                    |
| 352980 - | 2009 BP75                | 23 gennaio 2009  | PMO NEO Survey Program |
| 352981 - | 2009 BQ76                | 27 gennaio 2009  | PMO NEO Survey Program |
| 352982 - | 2009 BO79                | 30 gennaio 2009  | LINEAR                 |
| 352983 - | 2009 BP82                | 20 gennaio 2009  | CSS                    |
| 352984 - | 2009 BN93                | 25 gennaio 2009  | Spacewatch             |
| 352985 - | 2009 BG95                | 26 gennaio 2009  | Mt. Lemmon Survey      |
| 352986 - | 2009 BA99                | 26 gennaio 2009  | PMO NEO Survey Program |
| 352987 - | 2009 BY99                | 28 gennaio 2009  | CSS                    |
| 352988 - | 2009 BF101               | 29 gennaio 2009  | CSS                    |
| 352989 - | 2009 BG103               | 30 gennaio 2009  | Siding Spring Survey   |
| 352990 - | 2009 BV103               | 25 gennaio 2009  | Spacewatch             |
| 352991 - | 2009 BU104               | 25 gennaio 2009  | Spacewatch             |
| 352992 - | 2009 BN108               | 29 gennaio 2009  | Mt. Lemmon Survey      |
| 352993 - | 2009 BR108               | 29 gennaio 2009  | Mt. Lemmon Survey      |
| 352994 - | 2009 BO111               | 28 gennaio 2009  | CSS                    |
| 352995 - | 2009 BZ111               | 29 gennaio 2009  | Spacewatch             |
| 352996 - | 2009 BV112               | 31 gennaio 2009  | Mt. Lemmon Survey      |
| 352997 - | 2009 BM116               | 29 gennaio 2009  | Spacewatch             |
| 352998 - | 2009 BC121               | 31 gennaio 2009  | Spacewatch             |
| 352999 - | 2009 BL125               | 31 gennaio 2009  | Spacewatch             |
| 353000 - | 2009 BQ125               | 28 gennaio 2009  | Spacewatch             |